# Следствие ведут ЗнаТоКи. Бумеранг
«Следствие ведут ЗнаТоКи. Бумеранг» — художественный детективный фильм 1987 года, 20-й фильм из серии «Следствие ведут ЗнаТоКи».

## Сюжет
ЗнаТоКи расследуют кражу денег из касс универмага в подмосковном городке — преступники проникли в магазин в обеденный перерыв, воспользовавшись халатностью работников, имевших обыкновение уходить на обед, не включая сигнализацию. Единственный свидетель, шофёр Алексей Барсуков, отец-одиночка с двумя маленькими детьми, живший вблизи станции метро «Новокузнецкая», был запуган преступниками и поэтому скрыл, что видел преступников и даже знает одного из них. На месте преступления находят записную книжку, перчатку и папиросные окурки, по которым следствие выходит на ранее судимого Подкидина. Его поиски и последующие попытки доказать вину затягивают следствие.
В действительности налётчики — преступная группа из четырёх человек, возглавляемая бывшим аспирантом-математиком Маратом Быловым. Марат организовал и спланировал кражу, собрал и подготовил сообщников, но сам в налёте не участвовал.
Образ Марата является одним из центральных в фильме. Это жёсткий, волевой, умный человек с выраженными лидерскими качествами, но совершенно не отягощённый моральными принципами. Его мать, Вероника Былова — известная эстрадная певица. Она в одиночку воспитала сына и своей слепой любовью и преданностью сделала из него эгоиста, уверенного в своей исключительности. Перелом произошёл за два с половиной года до событий фильма, когда Марат, подающий надежды молодой учёный и профессиональный альпинист, повёл группу в горы, вопреки правилам безопасности, после конца сезона. В результате группа попала в буран, и двое новичков погибли. Все участники событий единодушно обвинили Марата, поскольку он мог спасти товарищей, но струсил. На него было заведено уголовное дело об оставлении в опасности, но официально доказать обвинение не удалось. После этих событий от Марата отвернулись все бывшие друзья и коллеги, ушла жена. Тогда же ему пришлось уйти из аспирантуры за использование бланков кафедры для составления подложных писем в свою защиту как обвиняемого по уголовному делу. В результате всего этого Марат окончательно озлобился и замкнулся. Он скрыл от матери произошедшее, представив дело так, что он якобы сам бросил альпинизм из-за её волнений. Она была уверена, что сын всё своё время тратит на научную работу, тогда как он занимался разработкой планов совершения краж.
Арестованный Подкидин настаивает на своей невиновности. Томин изучает личность Подкидина, проверяет его показания и убеждается, что Подкидин действительно «завязал»: он честно работает, пользуется уважением окружающих, всерьёз увлекается садоводством, на него нет ничего компрометирующего, кроме недоброжелательных отзывов соседей по коммунальной квартире — супружеской пары, имеющей виды на его комнату. Кроме того, вещи Подкидина оказались в универмаге в разных местах; получается, что он в ходе кражи одновременно и караулил у входа, и вскрывал кассу, что очень сомнительно.
Подброшенные улики срабатывают против истинных преступников: следствие выходит на тех, кто мог похитить у Подкидина его вещи. Их не так много, и фактические исполнители кражи задержаны. Они ни словом не упоминают Марата — доказательств против него нет, а у главаря осталась часть украденных денег, которую он заранее оговорил, как НЗ на случай провала. Между тем Марат собирает новую команду; теперь он собирается ограбить в день зарплаты кассу НИИ, в котором работает Барсуков. Марат знакомится с Барсуковым, в результате тот встречает бывшую жену Марата Стеллу и влюбляется в неё. Тем временем, чтобы проникнуть в учреждение, Марат подкупом и угрозами заставляет Барсукова в нужный день провезти в своей машине троих своих сообщников на территорию НИИ. Общение со Стеллой убеждает Барсукова, что, несмотря на трудности одинокого отца, он не должен терять свою личность и характер. Сам Барсуков понимает, что история с первой кражей, которую он попытался выбросить из памяти, вернулась к нему бумерангом, и теперь он становится соучастником более тяжкого преступления. Всё взвесив, Барсуков идёт в милицию. С его помощью преступников берут с поличным.
Вероника Былова тем временем узнаёт то, что скрыл от неё сын. Узнав всё это и подслушав разговор Марата с его новыми сообщниками, она уезжает к себе на родину и там совершает самоубийство, отправив сыну прощальное письмо. Письмо матери, которое Знаменский даёт прочитать арестованному Марату, вызывает у того лишь истерику: Марат кричит, что мать его бросила, тогда как её долг — использовать всю свою известность, вымаливая снисхождение для единственного ребёнка. Марат Былов оказывается одним из тех немногих подследственных Знаменского, кто не вызвал у следователя никакого сочувствия, а только омерзение.

## О фильме
Российский писатель Фёдор Раззаков ставил «Бумеранг» в один ряд с другими фильмами советского кинопроката середины 1980-х годов, такими как «Оглянись» Аиды Манасаровой, «Милый, дорогой, любимый, единственный…» Динары Асановой и «Время отдыха с субботы до понедельника» Игоря Таланкина. Во всех этих картинах поднимались проблемы советской молодёжи. Раззаков охарактеризовал эпизод «ЗнаТоКов» как фильм «о молодом парне, который, забросив карьеру учёного, становится главарём шайки грабителей, чем доводит свою мать, популярную эстрадную певицу, до гробовой доски». В другой своей книге «Бригада возвращается. Триумф бандитской романтики» Раззаков отмечал, что исполнивший одну из главных ролей Андрей Харитонов изначально играл героев-романтиков, но позже сменил амплуа и стал играть злодеев. Перед «Бумерангом» он снялся в детективе «Тайна „Чёрных дроздов“» (1984), где сыграл убийцу.
Роль Барсукова исполнил актёр Василий Бочкарёв, который несколькими годами ранее сыграл в серии «„Букет“ на приёме». Бочкарёв вновь играет водителя, который стал свидетелем преступления, но по личным причинам побоялся сообщить о нём в милицию сразу.
Романс «Напрасные слова» («Плесните колдовства в хрустальный мрак бокала…») был написан композитором Давидом Тухмановым на слова Ларисы Рубальской специально для сериала «Следствие ведут Знатоки» и впервые прозвучал в исполнении Ирины Аллегровой в серии «Бумеранг».

## Роли и исполнители

### Главные роли
- Георгий Мартынюк — Знаменский
- Леонид Каневский — Томин
- Эльза Леждей — Кибрит

### В ролях
- Василий Бочкарёв — Алексей Барсуков-старший, отец-одиночка
- Андрей Харитонов — Марат Былов, организатор преступлений
- Людмила Чурсина — Вероника Антоновна Былова, мать Марата, певица
- Людмила Титова — Стелла
- Виталий Безруков — капитан милиции Николаев
- Юрий Гребенщиков — Виктор Иванович Подкидин
- Андрей Лукьянов — Сёма Тутаев
- Николай Денисов — Сеня Калмыков
- Николай Стоцкий — Илья Колесников
- Андрей Калашников — «бутылочник»
- Алёша Козлов — Алёша Барсуков-младший («Плаксик номер один»)
- Юра Козлов — Юра Барсуков («Плаксик номер два»)
- Татьяна Пивоварова — Анна Львовна, тёща Барсукова
- Георгий Куликов — академик Николай Митрофанович Никитин
- Ирина Мурзаева — Татьяна Григорьевна, свидетельница
- Сергей Варчук — экскурсовод Миша
- Николай Кроль — Сергей
- Иветта Киселёва — директор универмага
- Александр Граве — Платон Афанасьевич, бывший научный руководитель Марата
- Геннадий Донягин — капитан милиции
- Наталия Орлова — мать Сени Калмыкова
- Наталия Потапова — эпизод